# Merica
Valdemiro Lima da Silva, mais conhecido como "Merica" , nascido em 13 de setembro de 1953 em Santo Amaro da Purificação (BA), é um ex-futebolista brasileiro que atuava como meio de campo.
Começou sua carreira defendendo o Flamengo, time amador de seu bairro. Em seguida foi para o Ideal de Santo Amaro, ainda como amador. Em 1973 transferiu-se para o Atlético de Alagoinhas-BA, onde começou jogando de meia-esquerda. No Atlético ele se destacou e começou a chamar a atenção para o seu futebol.
Merica atuou como jogador do Flamengo-RJ entre 1975 e 1978, tendo disputado 175 jogos (105 vitórias, 43 empates e 24 derrotas) e marcado 8 gols pelo rubro-negro carioca.
Merica foi o jogador que mais foi expulso de campo em Fla-Flus, em 3 ocasiões (7 de novembro de 1976, 25 de junho de 1977 e 15 de novembro de 1977).
Após jogar no Flamengo-RJ, transferiu-se para o Bahia-BA (1978), America-RJ (1979), Sport-PE (1980 a 1984) e Confiança-SE (1985 a 1988).

## Títulos
Flamengo
- Taça Jubileu de Prata da Rede Tupi de TV: 1975
- Torneio Quadrangular de Jundiaí: 1975
- Taça Nelson Rodrigues: 1976
- Torneio Quadrangular de Mato Grosso: 1976
- Taça Geraldo Cleofas Dias Alves: 1976
- Troféu Governador Roberto Santos: 1976
- Taça Prefeito do Distrito Federal: 1976
- Taça Prefeitura Municipal de Manaus: 1976
- Taça Duque de Caxias: 1976
- Taça 40 Anos da Radio Nacional: 1976
- Troféu Antonio Valmir Campelo Bezerra: 1977

Bahia
- Campeonato Baiano: 1978

Sport
- Campeonato Pernambucano: 1980, 1981, 1982

Confiança
- Campeonato Sergipano: 1986, 1988